# Rhipidia gaspicola
Rhipidia gaspicola är en tvåvingeart som först beskrevs av Alexander 1941.  Rhipidia gaspicola ingår i släktet Rhipidia och familjen småharkrankar. Inga underarter finns listade i Catalogue of Life.